# Wilhelm Weingart
Wilhelm Weingart (Hildburghausen, 4 settembre 1856 – Georgenthal, 31 agosto 1936) è stato un naturalista e botanico tedesco.

## Biografia
Era figlio di un produttore di porcellana a Hildburghausen. Si interessò alla botanica, in particolare, al cactus. Grazie alla sua indipendenza finanziaria, fu in grado di costruire una grande collezione. La sua passione la condivise con il suo amico, Friedrich Bödeker.
Il 2 luglio 1894 entrò nella Deutsche Kakteen-Gesellschaft (DKG).